# Aldisa pikokai
Aldisa pikokai is een slakkensoort uit de familie van de Cadlinidae. De wetenschappelijke naam van de soort werd voor het eerst geldig gepubliceerd in 1982 door Bertsch & Johnson.